# Hybridkraftwerk
Ein Hybridkraftwerk, auch als Hybridanlage bezeichnet, ist eine Form von Kraftwerk, welches zur Energiegewinnung von elektrischer Energie, Treibstoff und/oder Wärme aus verschiedenen Primärenergieträgern ausgelegt ist. Im allgemeinen Fall werden mehrere Energieerzeugungsanlagen mit Speichern und Energieabnehmern wie Wärmenetzen, Tankstellen oder Gasnetzen sowie dem Versorgungsnetz verbunden und untereinander optimiert geregelt. Es können auch Hybridkraftwerke als eine Kombination von Solarenergie mit einer fossilen Energiequelle zur Stromerzeugung erstellt werden. Der Begriff findet ebenso Verwendung für Kraftwerke, welche zwei Stromerzeuger zwecks Wirkungsgradsteigerung koppeln.
Bei Hybridkraftwerken auf Basis erneuerbarer Energien sind die beteiligten Energieerzeugungsanlagen wie Windkraftanlagen, Biogasanlagen bzw. Solaranlagen genau genommen keine Kraftwerke, sondern Energieerzeugungsanlagen, welche erst im Verbund eines Hybridkraftwerkes alle wesentlichen Kraftwerkseigenschaften aufweisen. Die Treibstoffe fallen in Form von Wasserstoff oder Methan (Erdgas) an, in diesem Kontext auch EE-Gas genannt.
Hybridkraftwerke können eine Brücke zwischen den unstetigen erneuerbaren Energiequellen wie Windenergie und Photovoltaik, welche mit ca. 3000 bzw. 1000 Volllaststunden anfallen, und dem elektrischen Energiebedarf in der Größenordnung von über 5000 Volllaststunden sein. Aufgrund des fluktuativen Energieangebotes können Wind- und Solarenergie ab einer gewissen Ausbaustufe ohne Speicher nicht genutzt werden.
In einem Hybridkraftwerk auf Basis erneuerbarer Energien erfolgt die Wandlung von Windstrom oder Solarstrom in EE-Gas. Dieses Gas steht als Treibstoff oder zur Wärmegewinnung direkt zur Verfügung und kann mittels Tankfahrzeugen oder per Gasleitung zum Verbraucher transportiert werden. Die Rückverstromung von EE-Gas im Hybridkraftwerk ist machbar, aber aufgrund der physikalischen Limitierung und damit bedingten niedrigen Wirkungsgrad nur in Ausnahmefällen sinnvoll, beispielsweise wenn die entstehende Verlustwärme direkt vor Ort genutzt werden kann.
Eine Modellanlage eines Hybridkraftwerks war von 2004 bis 2007 auf der norwegischen Insel Utsira installiert. Die Anlage besteht aus Windkraftanlagen sowie einem Speichersystem bestehend aus Elektrolyseur, Druckspeicher, Brennstoffzelle und Wasserstoffturbine die 10 Haushalte mit elektrischer Energie versorgt hat. Das erste deutsche Hybridkraftwerk, welches Wind, Wasserstoff und Biogas miteinander verbindet, ist das Kraftwerk Prenzlau. Eine weitere Hybridanlage, welche Teile eines Hybridkraftwerkes realisiert hat, ist das Hybridkraftwerk Pellworm.
Bei dem nur aus Windkraft und Elektrolyse bestehenden NIP-Projekt Windpark Werder/Kessin handelt es sich um eine Hybridanlage, bei der einstmals der Ausbau zu einem Hybridkraftwerk angedacht war.

## Realisierte Kraftwerke
Im Folgenden sind beispielhaft einige realisierte Hybridkraftwerke zusammengestellt:
| Ort                    | Land         | Leistung in MW |
| ---------------------- | ------------ | -------------- |
| RES2H2                 | Griechenland | 0,50           |
| Unst                   | Schottland   | 0,03           |
| Utsira                 | Norwegen     | 0,60           |
| Kraftwerk Prenzlau     | Deutschland  | 6,00           |
| Windpark Werder/Kessin | Deutschland  | 140            |